# Durance (entreprise)
Pour les articles homonymes, voir Durance (homonymie).
Les Comptoirs de Durance est une entreprise française spécialisée dans la fabrication de senteurs d’intérieur et de produits cosmétiques. Elle a été fondée en 1986 par un couple d’agriculteurs puis rachetée en 1997 par la famille Ruth.
Les Comptoirs de Durance font partie du groupe Provence Nature Développement (PND). En 2013, l'enseigne "Durance"  compte 18 boutiques en France et environ 2 500 points de vente dans le monde.

## L'entreprise

### Historique
1986 – 1998
Le Lavandin de Grignan est créé en 1986 par un couple d’agriculteurs. Sa production est destinée à la vente au détail. En 1997, la famille Ruth s’intéresse au Lavandin de Grignan. En 1998, les deux entreprises fusionnent et le « Lavandin de Grignan » exploite la marque Durance.
2001 - 2005
En 2001, l’entreprise déménage dans de nouveaux locaux. La première boutique Durance ouvre ses portes à Paris en 2003. L’entreprise met en place une plateforme logistique en décembre 2004. En janvier 2005, la société change de nom : le Lavandin de Grignan SARL devient Durance SARL.
2006 ...
En 2006, Nicolas Ruth reprend la direction générale des Comptoirs de Durance. Des boutiques ouvrent en France et à l’international. 
En 2011, Durance recourt à la concession pour se développer : les deux premières concessions ouvrent leurs portes à Versailles et à Toulouse en fin d’année[source insuffisante],[source insuffisante].
En décembre 2018 le holding Provence Nature Développementt a été dissout et absorbé par le holding Oliniro Finance. Cette société a pris le nom de Provence Nature Développement (donc celui de la société absorbée).

## Produits
Durance fabrique et commercialise des senteurs d’intérieur : bougies parfumées, parfums d’ambiance, bouquets parfumés… ainsi que des cosmétiques pour le visage et pour le corps et des parfums. 

## Partenariats
Durance conclut des partenariats avec des agriculteurs et cultivateurs qui cultivent rosiers, lavandes et coquelicots. 

## Galerie média

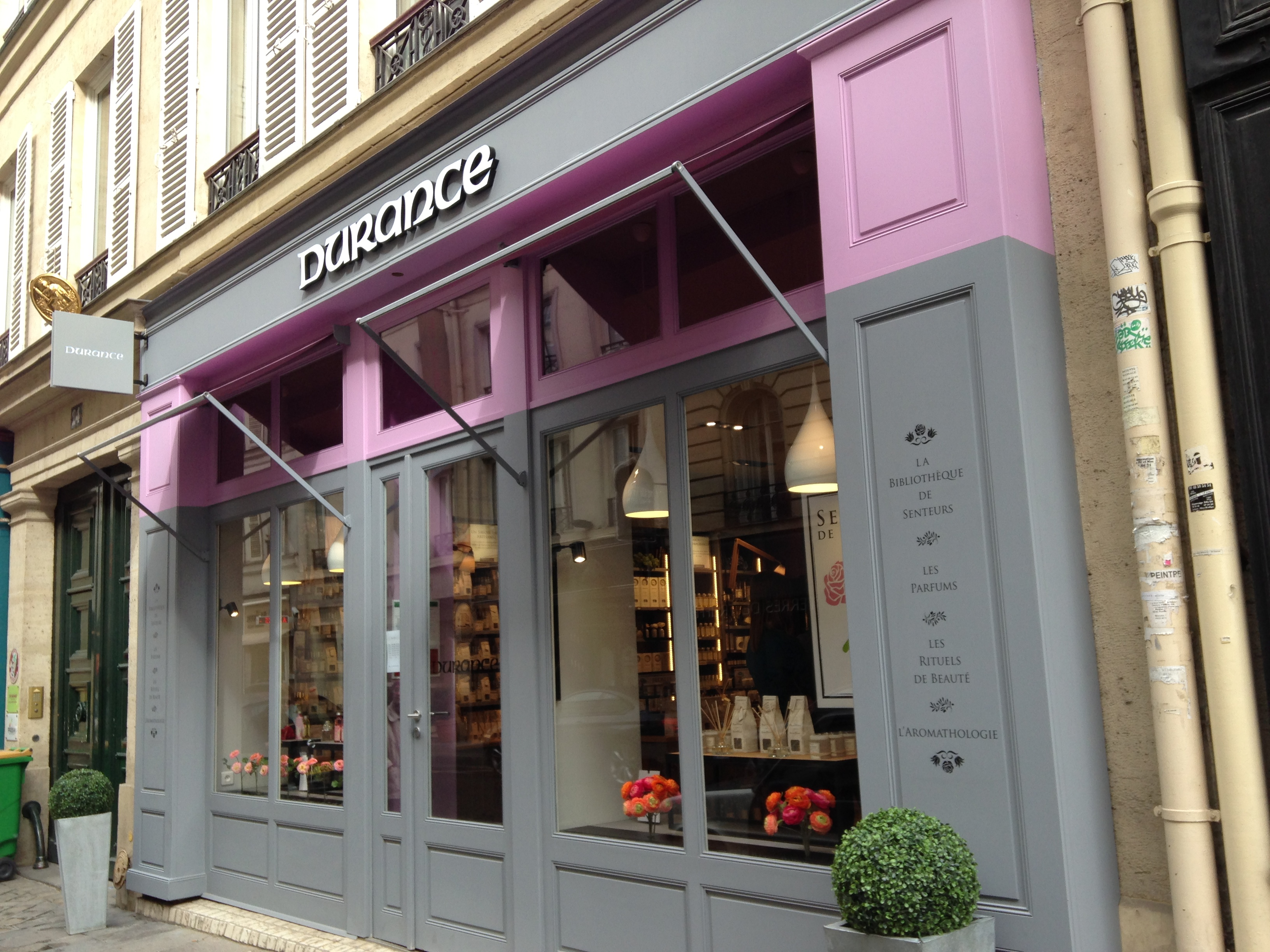
Boutique Durance à Paris
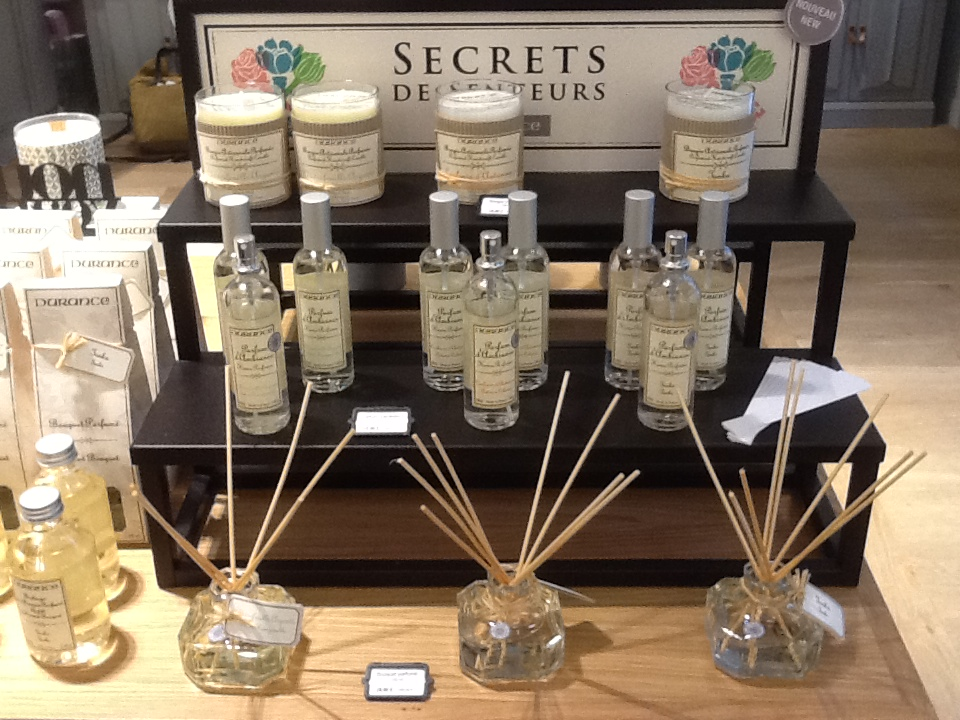
Boutique Durance à Paris
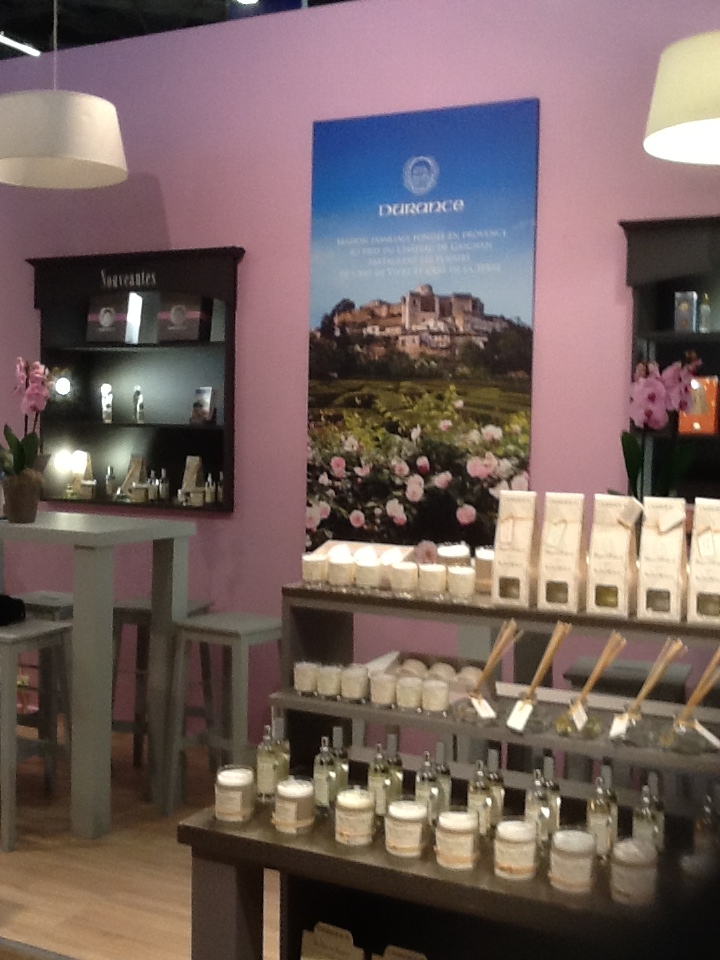
Boutique Durance à Paris